# 我孫子市立我孫子第三小学校
我孫子市立我孫子第三小学校（あびこしりつ あびこだいさんしょうがっこう）は、千葉県我孫子市柴崎台三丁目にある公立小学校。
通称は「三小」（さんしょう）。また、国道6号線が近くにあり、天王台駅から歩いて15分のところにある。
かつては現在の我孫子警察署のところに校舎があったが、1975年（昭和50年）に現在地に移転。

## 学区
地域別
青山台、青山、南青山、柴崎、柴崎台、我孫子、北新田、日の出

## 学校設備
- 校舎
- 体育館
- プール
- 校庭

## 部活動
- 運動部
- 吹奏楽部

## 学校行事
- サマースクール(2020年度に林間学校からサマースクールへと改名されました。)
- 修学旅行
- 校外学習
- 音楽フェスタ(音楽会)
- 持久走大会(2019年度から廃止)
- 運動会
- あわんとり

## 著名な卒業生
- 茂木千明 - 芸能事務所代表、音楽プロデューサー、ラジオDJ